# Zubří (Vysočina)
Zubří é uma comuna checa localizada na região de Vysočina, distrito de Žďár nad Sázavou.